# Tangaye (Diabo)
Pour les articles homonymes, voir Tangaye.
Tangaye est une commune rurale située dans le département de Diabo de la province du Gourma dans la région de l'Est au Burkina Faso.

## Géographie
Tangaye est situé à 8 km au Nord-Est de Diabo, le chef-lieu du département, et à 9 km à l'Ouest de Maouda et de la route nationale 4.

## Santé et éducation
Tangaye accueille un centre de santé et de promotion sociale (CSPS).